# Seyoum Tarekegn
Seyoum Tarekegn (Aszmara, 1937. szeptember 1. –) etiópiai nemzetközi labdarúgó-játékvezető.

## Pályafutása

### Nemzeti játékvezetés
Az I. Liga játékvezetőjeként vonult vissza.

### Nemzetközi játékvezetés
Az Etióp labdarúgó-szövetség Játékvezető Bizottsága (JB) terjesztette fel nemzetközi játékvezetőnek, a Nemzetközi Labdarúgó-szövetség (FIFA) 1966-tól tartotta nyilván bírói keretében. A FIFA JB központi nyelvei közül a angolt beszélte. Több nemzetek közötti válogatott és klubmérkőzést vezetett, vagy működő társának partbíróként segített. Válogatott mérkőzéseinek száma: 9 (1970).

#### Labdarúgó-világbajnokság
A világbajnoki döntőkhöz vezető úton Mexikóba a IX., az 1970-es labdarúgó-világbajnokságra a FIFA JB játékvezetőként alkalmazta. A FIFA JB elvárása szerint, ha nem vezetett, akkor partbíróként tevékenykedett. Két csoportmérkőzésen szolgálta partbíróként. Világbajnokságokon vezetett mérkőzéseinek száma: 1 + 2 (partbíró).

##### 1970-es labdarúgó-világbajnokság

###### Selejtező mérkőzés
| Időpont           | Helyszín                      | Mérkőzés típusa | Mérkőzés        | Eredmény |
| ----------------- | ----------------------------- | --------------- | --------------- | -------- |
| 1969. november 8. | Marcel Saupin Stadion, Ibadan | döntő csoport)  | Nigéria–Marokkó | 2 – 0    |

###### Világbajnoki mérkőzés
| Időpont         | Helyszín                     | Mérkőzés típusa              | Mérkőzés          | Eredmény | Nézők száma |
| --------------- | ---------------------------- | ---------------------------- | ----------------- | -------- | ----------- |
| 1970. június 7. | Estadio Nemesio Díez, Toluca | csoportmérkőzés (2. csoport) | Svédország–Izrael | 1 – 1    | 9624        |

#### Olimpiai játékok
Mexikóban rendezték a XIX., nagy magasságú az 1968. évi nyári olimpiai játékok labdarúgó tornáját, ahol a FIFA JB játékvezetőként alkalmazta. Legtőbb mérkőzést, hármat vezetett a tornán.1968-ban mutatott szakmai tevékenysége alapján a FIFA JB meghívta az 1970-es labdarúgó-világbajnokságra.

##### 1968. évi nyári olimpiai játékok
| Időpont           | Helyszín                     | Mérkőzés típusa              | Mérkőzés            | Eredmény | Nézők száma |
| ----------------- | ---------------------------- | ---------------------------- | ------------------- | -------- | ----------- |
| 1968. október 18. | Estadio Cuauhtémoc, Puebla   | csoportmérkőzés (B. csoport) | Brazília–Nigéria    | 3 – 3    |             |
| 1968. október 20. | Estadio Azteca, Mexikóváros  | egyik negyeddöntő            | Japán–Franciaország | 3 – 1    |             |
| 1968. október 22. | Estadio Jalisco, Guadalajara | egyik elődöntő               | Mexikó–Bulgária     | 2 – 3    |             |